# Aeropuerto de Kuujjuaq

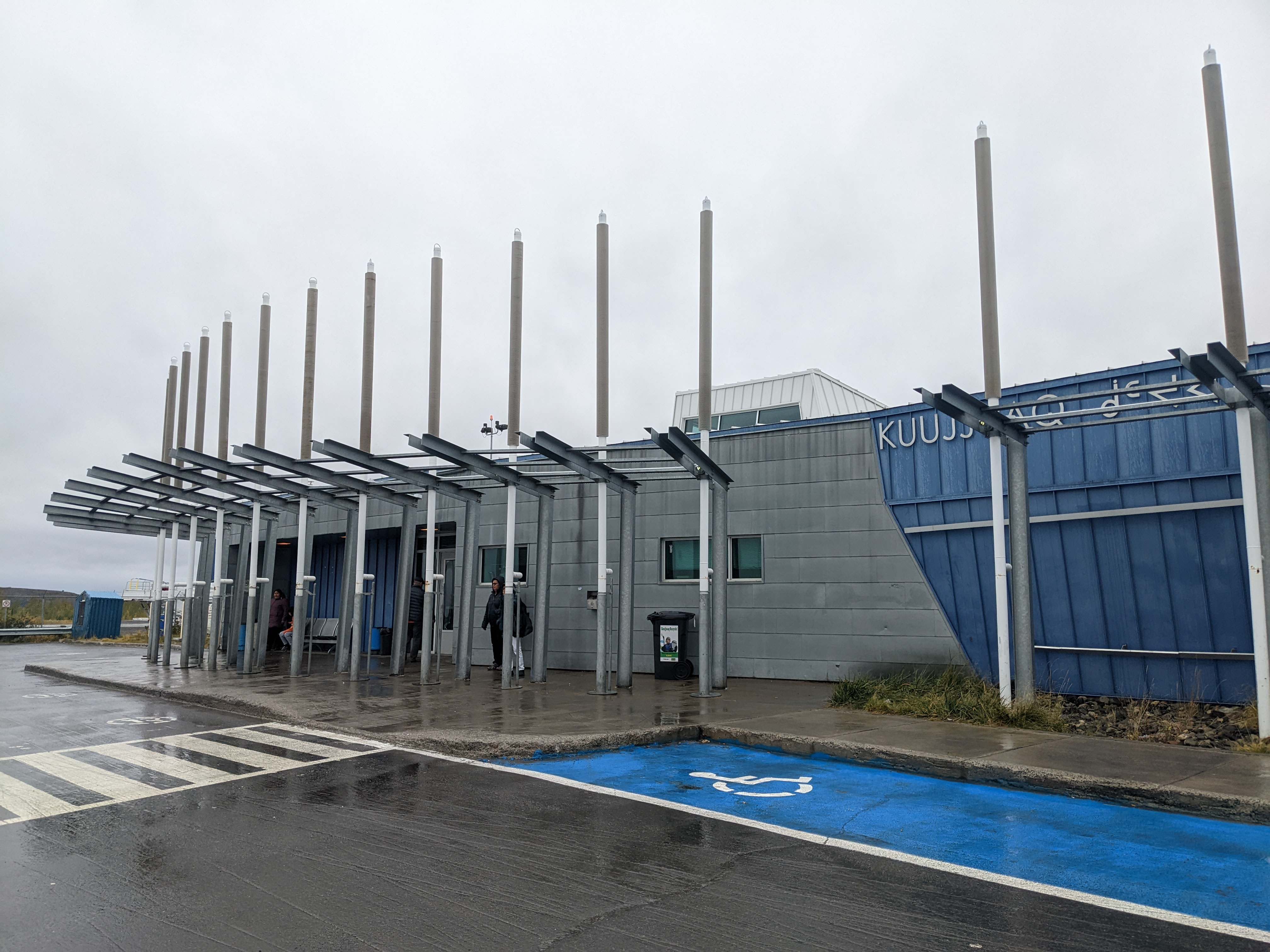
Aeropuerto de Kuujjuaq.

EL Aeropuerto de Kuujjuaq (del inglés: Kuujjuaq Airport) (IATA: YVP, OACI: CYVP) está ubicado a 1,5 mn (2,8 km; 1,7 mi) al suroeste de Kuujjuaq, Quebec, Canadá.

## Aerolíneas y destinos
- Air Inuit
  - Aupaluk / Aeropuerto de Aupaluk
  - Inukjuak / Aeropuerto de Inukjuak
  - Kangiqsualujjuaq / Aeropuerto de Kangiqsualujjuaq
  - Kangiqsujuaq / Aeropuerto de Kangiqsujuaq
  - Kangirsuk / Aeropuerto de Kangirsuk
  - Puvirnituq / Aeropuerto de Puvirnituq
  - Tasiujaq / Aeropuerto de Tasiujaq
  - Ciudad de Quebec / Aeropuerto internacional Jean-Lesage de Quebec
- First Air
  - Iqaluit / Aeropuerto de Iqaluit
  - Montreal / Aeropuerto Internacional de Montreal-Trudeau